# Arte sacro

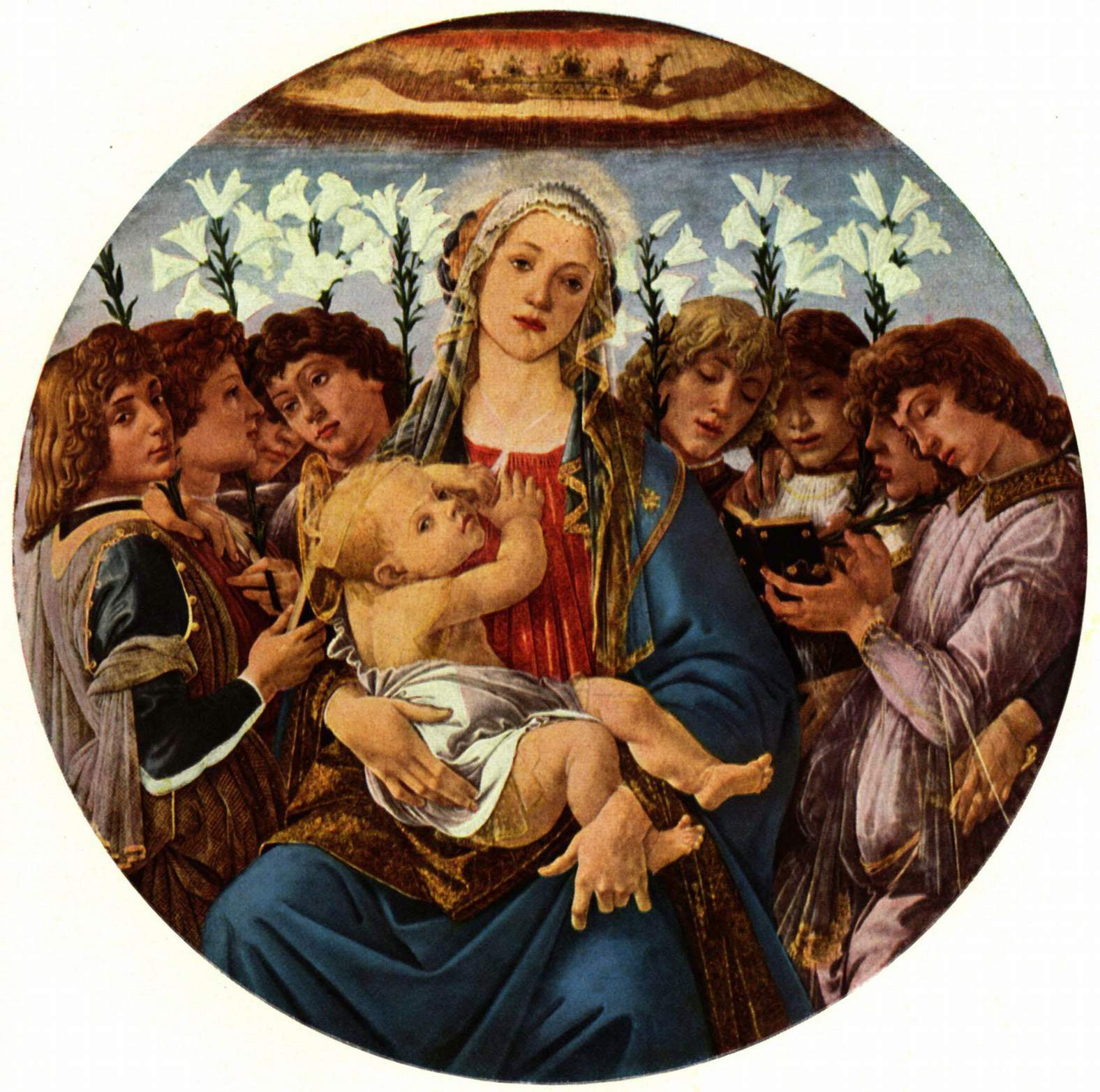
Madonna con niño, de Sandro Botticelli; ejemplo de arte sacro cristiano.

El arte sacro es una denominación utilizada para todas aquellas producciones artísticas que tienen como fin un culto a lo sagrado o divino. Durante el trayecto de los siglos el cual se reconoce la fe, encontramos que el arte sacro intenta determinar cada pasaje y aspectos divinos por medio de pinturas, esculturas y mosaicos. Las representaciones más frecuentes en la Iglesia católica por ejemplo nos muestran el bautismo, el juicio, la crucifixión, la muerte y la resurrección de Jesucristo, también nos muestran a la Virgen María o imágenes de la Biblia.

## Arte religioso
A lo largo de la historia del mundo ha sido difícil la diferenciación entre el arte religioso y el arte sacro. El primero nos muestra obras artísticas donde se muestra el amor y la fe en Dios. Sin embargo en el arte sacro podemos contemplar lo mismo que en el religioso pero que además sirve como culto a lo divino.

## Arte cristiano europeo
El arte sacro era común en la Edad Media europea, pero muchos de los mayores maestros fueron mandados por la Iglesia católica durante el renacimiento. Fue durante ese tiempo cuando Miguel Ángel pintó la Capilla Sixtina y talló la Pietà, Gian Lorenzo Bernini creó las columnas en la Basílica de San Pedro y Leonardo da Vinci pintó La Última Cena. Uno de los temas cristianos más comunes es el de una mujer (la Virgen María) cogiendo en los brazos a un niño (el hijo, Jesús). El otro tema principal es el de Jesús sobre la cruz.
El género del arte sacro perdió la mayor parte de su vigor desde el Renacimiento, pero los temas son todavía populares como muestra Salvador Dalí en el siglo XX con obras como su Crucifixión. Después de la Segunda Guerra Mundial fue presentado algún buen trabajo principalmente por artistas franceses. La corriente estilística que más se ha preocupado por la iconografía cristiana en la época contemporánea han sido los expresionistas. Cabe destacar al alemán Emil Nolde, pintor que con el color refleja una gran espiritualidad, al francés Rouault, un artista que nos enfrenta a la representación de lo invisible, y Jorge Rando, pintor español que nos introduce a una región que pertenece al dominio del interior del individuo.

## Arte sacro musulmán
A causa de las prescripciones estrictas contra las pinturas de gente o animales que podrían causar la idolatría, el arte islámico desarrolló un carácter único. El arte musulmán ha reflejado la visión del mundo equilibrada, armoniosa. Esto enfoca la esencia espiritual más que la forma física. No ofrecen cuadros de santos ni ilustraciones de las historias del Corán, pero expresa conceptos fundamentales como la naturaleza infinita de Dios.

## Arte sacro tibetano-budista
La mayor parte del arte tibetano-budista está relacionado con la práctica de Vajrayāna. El arte tibetano incluye thangkas y mandalas, a menudo incluyendo las pinturas de Buda y Bodhisattvas. La creación del arte budista por lo general es hecha como una meditación. El trabajo está rara vez firmado por el artista. Otra arte del arte tibetano-budista incluye objetos metálicos rituales, como el vashra y el phurba.